# Non vi no vini, sed vi no aquae
Non vi no vini sed vi no aquae (traduzione: Non nuoto con la forza del vino, ma nuoto con la forza dell'acqua).
È un proverbio latino ma anche una frase "trabocchetto", spesso usata per indovinelli e scherzi dagli studenti di latino a causa della somiglianza tra vi no e vino (per cui la traduzione "errata" sarebbe non con vino di vino, ma con vino d'acqua).